# Rečnoj
Rečnoj (in russo Остров Речной?) è una piccola isola russa nel golfo dell'Amur (mar del Giappone), nell'Estremo Oriente russo. Si trova 19 km a nord-ovest di Vladivostok e circa 6 km a sud-ovest di Tavričanka. Appartiene amministrativamente al Nadeždinskij rajon del Territorio del Litorale.

## Geografia e toponimo
L'isola si trova a una distanza di 1,7 km dall'omonimo capo Rečnoj (a nord) e a 5 km dalla foce del fiume Razdol'naja (река Раздольная), da qui il suo nome che significa "isola del fiume". Viene popolarmente chiamata anche "pan di zenzero del fiume" (Речная Коврижка), per analogia con la posizione dell'isola di Skrebcov, che è chiamata "pan di zenzero" (Коврижка). L'isola è lunga solo 200 m e larga 75 m. Le coste sono quasi tutte rocciose, eccetto una spiaggia a nord dell'isola. Nella parte più elevata, a sud, si trova un faro.